# Zbigniew Rybczyński
Pour les articles homonymes, voir Tadeusz Rybczynski et Théorème de Rybczynski.
Zbigniew Rybczyński, né le 27 janvier 1949, est un réalisateur polonais, également professeur de cinématographie et en particulier de cinéma numérique. Il remporte en 1983 l'Oscar du meilleur court-métrage d'animation en 1983 pour Tango. Il mène actuellement des recherches sur la technique d'incrustation (Chroma Key ou Écran vert/bleu) chez Ultimatte Corporation.

## Biographie
Rybczyński est né à Łódź en Pologne, où il étudia le cinéma à l'École du Film (PWSFTviT) de réputation internationale. Il commença sa carrière comme cadreur pour des jeunes réalisateurs de sa génération. De cette période datent les films Rozmowa (TV) et Po Omacku de Piotr Andrejew, Wideokaseta de Filip Bajon, Wanda Gościmińska włókniarka par Wojciech Wiszniewski (en) et Tańczący Jastrząb de Grzegorz Królikiewicz.
Rybczyński fut aussi membre actif du groupe d'avant-garde Warsztat Formy Filmowej, et collabora avec les studios "Se-Ma-For" de Łódź, où furent tournés ses films d'auteur dont Plamuz (1973), Zupa (1974), Nowa książka (1975), et Tango (1980). Celui-ci lança son succès, lui permettant en effet de remporter l'Oscar du meilleur court-métrage d'animation en 1983.
Il est un pionnier reconnu en matière de technologie HDTV ; en 1990 il a produit le programme HDTV The Orchestra pour le marché japonais, qui lui valut l'Emmy Award des meilleurs effets spéciaux visuels. Le programme fut diffusé en résolution standard par PBS aux États-Unis. Il fallut cependant attendre une décennie pour qu'il puisse être visionné par le plus grand nombre. Des segments de ce programme sont régulièrement proposés sur la chaîne américaine Classic Arts Showcase.
Il a travaillé avec Miłosz Benedyktowicz sur plusieurs projets. 
Rybczynski a créé nombre de clips vidéo pour des artistes tels que Art of Noise, Mick Jagger, Simple Minds, Pet Shop Boys, Chuck Mangione, The Alan Parsons Project, Yoko Ono, Lou Reed, Supertramp, Rush, Propaganda, Lady Pank, Etienne Daho, et pour Imagine de John Lennon.

## Filmographie
Ce réalisateur très talentueux, artiste polyvalent dans le domaine des images mobiles, explorant de nombreuses techniques de façonnage des images, comme dit plus haut (pour le cinéma, mais aussi dans le domaine de l'art vidéo ou encore d'émissions de télévision), accuse de ce point de vue une certaine parenté avec Peter Greenaway. Zbigniew Rybczyński a à son actif une quarantaine d’œuvres dont la plupart sont référencées comme étant des vidéo-arts. Quelques œuvres recensées ici :
- 1972 : Take five
- 1976 : Le nouveau livre
- 1981 : Tango
- 1987 : Steps : Rybczyński revisite à  sa façon la scène célèbre du massacre sur le grand escalier d'Odessa dans le film Le Cuirassé Potemkine. Entre autres, comportements impertinents de touristes américains incrustés en couleurs dans le film d'Eisenstein de 1925. La durée est de 25 min et Rybczyński utilise déjà la méthode de la chroma Key (mise en abyme, elle-même filmée au début de Steps. Il la présente en se donnant des allures de Groucho Marx).
- 1987 : Imagine
- 1990 : L'orchestre.